# Забуття (роман)
«Забуття» — роман, що написаний українською письменницею Танею Малярчук та вперше опублікувався в Україні 2016 року у «Видавництві Старого Лева». Роман розповідає про пошуки жінкою себе через дослідження життя В'ячеслава Липинського. Книжка увійшла у Довгий список літературної премії Книга року ВВС-2016, згодом і у короткий, а 9 грудня 2016 року було оголошено про перемогу. Пізніше отримала премію «ЛітАкцент року» в номінації «Золота булька» як книжка-розчарування.

## Опис
Що таке час, як не кит, який поглинає все, зрівнюючи у бездонному череві геніїв і невдах, шляхетних добродіїв і політичних злочинців. Скільки людських життів непересічних українців стали тим заковтнутим планктоном. Їх неможливо дістати із забуття, хіба що хтось із живих відчує нагальну потребу згадувати. У цьому романі тим славетним забутим є В'ячеслав Липинський, український історик польського походження, філософ і невдалий політик, засновник українського монархізму. Його життя було суцільним рухом проти вітру, пожертвою заради ідеї. Але й ним поживився синій кит української пам'яті. Авторка вкладає розповідь про цього чоловіка в уста молодої жінки, героїні роману, нашої сучасниці, котра досліджує старі газети, щоб віднайти власну ідентичність і доторкнутися до минулого, яке вирізали з її історії, як з кіноплівки.
|                 | «Забуття» — це мій роман про ХХ століття, мої сто років, але не самотності, а втраченої пам’яті |
| — Таня Малярчук |                                                                                                 |

## Історія створення
Роман писався 4 роки, авторка працювала в Австрійській національній бібліотеці над історичними матеріалами більше року, а перші 100 сторінок вона переписувала 5 разів. Таня Малярчук, перебираючи сотні можливих, довго не могла вибрати назву для свого роману, а на одному із літературних заходів, зустрівшись із Юрієм Андруховичем, до письменниці «прийшла ця назва» — «Забуття».

## Відгуки
Анастасія Герасимова на сайті культурно-видавничого проекту «Читомо» написала, що: «Малярчук вдається до майже мінімальних мовних стилізацій і наближень до часу Липинського, але при цьому лаконічно, але впевнено створює кілька виразних другорядних персонажів… Здається, що у тексті „Забуття“ цінність саме у деталях, маленьких людях, які обрамляють велику особистість, одночасно створюючи її», а член журі Книги року ВВС Марта Шокало написала, що «„Забуття“ — важка книжка, але написана легко і пронизливо… Цей роман схожий на вирваний із душі іржавий цвях, який не давав їй жити».

## Видання
Книгу видано у 2016 році у «Видавництві Старого Лева».
- Таня Малярчук. Забуття. Львів: «Видавництві Старого Лева». 256 стор. ISBN 978-617-679-330-4

Книгу перевидано 2024 року накладом 1500 примірників.